# SGガールズ
SGガールズ（エスジーガールズ）は、ゲーム「センチメンタルグラフティ」およびその関連作品に於いてヒロインを担当した女性声優12人で組織されたユニット。
組織の構成は後述の通りだが、広義ではセンチメンタルジャーニーのオープニングテーマおよびエンディングテーマの歌唱を担当した歌手・渡辺かおるを13人目のSGガールズとしての位置付けで呼ぶこともある。
なお、SGガールズの「SG」は「Sentimental Graffiti」のことであるため、関連作品である「Sentimental Prelude」のヒロイン役を務めた堀江由衣らは「SPガールズ」であり、SGガールズのメンバーには含まれていない。

## メンバー
1996年8月に結成。結成当時は6人であり、この6人は青二プロダクションに所属している声優の中からオーディションを経て選ばれた。

### 青二プロダクションからの採用
当時、青二プロダクションに所属していた声優6人を起用。
生年月日順に記載
| 氏名       | 役名        | 所属プロダクション | 現所属プロダクション |
| ---------- | ----------- | ------------------ | -------------------- |
| 米本千珠   | 松岡 千恵   | 青二プロダクション | 引退                 |
| 鈴木麻里子 | 沢渡 ほのか | 青二プロダクション | 青二プロダクション   |
| 豊嶋真千子 | 杉原 真奈美 | 青二プロダクション | 青二プロダクション   |
| 小田美智子 | 綾崎 若菜   | 青二プロダクション | 引退                 |
| 前田愛     | 永倉 えみる | 青二プロダクション | 青二プロダクション   |
| 満仲由紀子 | 森井 夏穂   | 青二プロダクション | 青二プロダクション   |

### 一般公募からの採用
一般公募にて当時、声優養成所の塾生および一般人だった6人を採用。採用後はマーカスに一時的に仮所属していた（別称「うさぎ組」）。
生年月日順に記載
| 氏名     | 役名        | 所属プロダクション | 所属プロダクションの途中経過                                                         | 現所属プロダクション |
| -------- | ----------- | ------------------ | ------------------------------------------------------------------------------------ | -------------------- |
| 岡田純子 | 安達 妙子   | マーカス           | アクセント ↴ 元氣プロジェクト↴ オフィス ワタナベ↴ KAMプロモーション                  | フリーランス         |
| 岡本麻見 | 星野 明日香 | マーカス           | 青二プロダクション ↴ トルバドール音楽事務所                                          | フリーランス         |
| 鈴木麗子 | 遠藤 晶     | マーカス           | 青二プロダクション↴ Velbet Management↴ ユニビジョン↴ ウェーバーサウンド↴ オフィスPAC | ポンテ               |
| 今野宏美 | 山本 るりか | マーカス           |                                                                                      | 青二プロダクション   |
| 牧島有希 | 保坂 美由紀 | マーカス           |                                                                                      | 青二プロダクション   |
| 西口有香 | 七瀬 優     | マーカス           | 青二プロダクション↴ トライビート↴ サンズコム                                         | TABプロダクション    |

### 続編からの採用
| 氏名     | 役名      | 所属プロダクション | 現所属プロダクション |
| -------- | --------- | ------------------ | -------------------- |
| 有島もゆ | 安達 妙子 | 青二プロダクション | 青二プロダクション   |

## ラジオ番組での組割
例として、センチメンタルジャーニーへの出演順で記載（ただし、有島はセンチメンタルジャーニーには未出演）。
| 氏名       | S.N.（2組制） | S.N.（第1次・4組制） | S.N.（6組制） | S.N.（第2次・4組制） | 帰ってきたS.N. | Only S.N.2 |
| ---------- | ------------- | -------------------- | ------------- | -------------------- | -------------- | ---------- |
| 鈴木麗子   | 未出演        | D組                  | A組           | B組                  | A組            | D組        |
| 米本千珠   | B組           | C組                  | E組           | A組                  | A組            | A組        |
| 西口有香   | 未出演        | B組                  | B組           | D組                  | A組            | C組        |
| 豊嶋真千子 | A組           | A組                  | A組           | C組                  | B組            | A組        |
| 満仲由紀子 | A組           | D組                  | D組           | A組                  | B組            | D組        |
| 小田美智子 | A組           | C組                  | C組           | D組                  | B組            | B組        |
| 今野宏美   | 未出演        | A組                  | C組           | C組                  | C組            | D組        |
| 岡本麻見   | 未出演        | C組                  | E組           | A組                  | C組            | C組        |
| 牧島有希   | 未出演        | B組                  | D組           | C組                  | C組            | C組        |
| 前田愛     | B組           | B組                  | F組           | D組                  | D組            | B組        |
| 岡田純子   | 未出演        | A組                  | F組           | B組                  | D組            | 未出演     |
| 鈴木麻里子 | B組           | B組                  | B組           | B組                  | D組            | A組        |
| 有島もゆ   | 未出演        | 未出演               | 未出演        | 未出演               | 未出演         | B組        |

- センチメンタルナイト時代は、組名の前に「3年」と付いており、「3年○組」と称していた。
○は、2組制はA～B、第1次4組制はA～D、6組制はA～F、第2次4組制はA～Dの、それぞれ何れか。
E組・F組はこの番組の中期のころにのみ存在し、4組制の復活に伴って完全に廃止された。
- センチメンタルナイトの6組制時代は、青二組とうさぎ組の組み合わせだった。
これは、新人だったうさぎ組の6人が、まだ仕事に不慣れであることを考慮し、先に採用された青二組のメンバーがうさぎ組のメンバーをサポートするためなどの配慮であったと考えられている。
ただし、6組制の前に最初期の4組制が組まれていた。

## リーダー制
- 特に誰がリーダーだという取り決めはない。
- 12人全員が揃ってラジオ番組「帰ってきたセンチメンタルナイト」の最終回に出演したとき、北海道札幌市在住のリスナーから送られてきた質問ハガキ（読んだのは岡田純子）で、「SGガールズの中で最も権力があるのは誰か？」という質問に対し、メンバーが議論したが、西口有香が「やっぱり私かなぁ…」と冗談半分で呟くと、皆で笑った後に他のメンバーも「では西口有香がリーダーということで…」と締めたので便宜上は最年少である西口有香がリーダーということになっているが、これはあくまで冗談である。
- 鈴木麻里子がメンバーを代表して挨拶する場合が多いため、メンバー間のみならず、ファンの間でも鈴木麻里子が事実上のリーダーであると認識されている。

## 降板・製作事情
岡田純子は、後に青二プロダクションとは違うプロダクションであるアクセントに移籍したこと、結婚を機に生活が落ち着くまで芸能活動を自粛することなどの事情があって降板し、担当していた役・安達妙子の後任を有島もゆが引き継ぐが、その後、作品の設定内容（以下参照）によっては役の担当が岡田に戻っている。
※作品の設定内容とは、主に安達妙子の年齢が高校生以前の設定になっている作品である（小学生時代から高校生時代までの安達妙子の声は既に岡田の演技によって固定化しており、声が異なる有島が高校生時代以前の安達妙子を演じると同じ世代で2つの声が存在することになり、混乱や矛盾が生じるため）。

## 組織名
岡田が初期に在籍した時代も、有島が後任を務めた時代も組織名は「SGガールズ」のまま変わっていないが、基本的には前者である岡田の在籍による12人を呼ぶ呼称を指している場合が多い。

## その後
「SGガールズ」はその後に自然消滅し、各声優が独自の道を歩んでいるが、以下の3人は2022年9月10日現在、声優活動をしていない。
- 小田美智子 - 青二プロダクションを辞めた後にフリー活動を経て結婚を期に2002年ごろに引退。
- 岡本麻見 - 2022年9月現在も正式な引退は宣言されていないが、トルバドール音楽事務所を退社して以降の芸能活動が全く確認されておらず、事実上の引退状態。
- 米本千珠 - 持病の悪化を鑑み、治療に専念するために2022年9月10日付で青二プロダクションを退職し、同日に引退したことをtwitterにて公表。

以上の3人以外は、第2作から加入した有島もゆを含む他の10人全員が声優を続けている。
『センチメンタルグラフティ』および『センチメンタルジャーニー』は青二プロダクションが制作協賛企業だった関係で青二プロダクション所属の声優および後に所属することになる声優が出演していたが、岡田は他のメンバーとは加入の経緯が異なる関係上、メンバーの中で唯一、青二プロダクションに所属したことが無い。
2022年9月10日付で米本が引退したことに伴い、1996年8月に結成された最初期からのメンバーは鈴木麻里子・豊嶋・前田・満仲の4人だけとなった。